# Capas
Capas è una municipalità di prima classe delle Filippine, situata nella Provincia di Tarlac, nella Regione di Luzon Centrale.
Capas è formata da 20 baranggay:
- Aranguren
- Bueno
- Cristo Rey
- Cubcub (Pob.)
- Cutcut 1st
- Cutcut 2nd
- Dolores
- Estrada (Calingcuan)
- Lawy
- Manga
- Manlapig
- Maruglu
- O'Donnell
- Santa Juliana
- Santa Lucia
- Santa Rita
- Santo Domingo 1st
- Santo Domingo 2nd
- Santo Rosario
- Talaga